# ناروزبرگ (نیویورک)
ناروزبرگ (به انگلیسی: Narrowsburg) یک منطقهٔ مسکونی در ایالات متحده آمریکا است که در نیویورک واقع شده‌است. ناروزبرگ ۳٫۹ کیلومتر مربع مساحت و ۴۳۱ نفر جمعیت دارد و ۲۰۲ متر بالاتر از سطح دریا واقع شده‌است.